# Ação Católica Brasileira
A Ação Católica Brasileira (ACB) foi um movimento controlado pela hierarquia da Igreja Católica e fundado pelo cardeal Sebastião Leme da Silveira Cintra em 1935, com o objetivo de formar leigos para colaborar com a missão da Igreja: "salvar as almas pela cristianização dos indivíduos, da família e da sociedade".
Em 27 de outubro de 1935, o Papa Pio XI enviou uma carta ao Cardeal Dom Sebastião Leme e aos Bispos do Brasil, na qual afirmava que devido à escassez do clero, a Ação Católica (AC) seria necessária, sua primeira tarefa seria a formação para que existisse uma unidade orgânica, com coordenações em todas as associações; e que o objetivo da AC seja fazer de cada indivíduo um apóstolo de Cristo no ambiente social onde estivesse, portanto deveriam ser organizadas semanas de estudo e oração necessárias para a formação de militantes entre os jovens estudantes e operários; para que a AC pudesse ser o "exercício pacífico de Cristo, exército de justiça, amor e paz. Portanto, a intenção era que os leigos se tornassem o braço estendido da Igreja Católica no seio da sociedade como apostolado organizado e subordinado ao poder do clero."

## Primórdios
O núcleo inicial da ACB era o Centro Dom Vital (CDV), fundado em 1922, que reunia parte da intelectualidade católica conservadora e defendia um nacionalismo de direita. Durante a década de 1920, o CDV era dirigido or Jackson de Figueiredo. Na década de 1930, o CDV apoiou os integralistas, o movimento fascista brasileiro. Jackson de Figueiredo foi sucedido por Alceu Amoroso Lima, que, no início era um conservador, mas depois seria um intelectual católico de esquerda. Outro importante integrante da ACB foi Dom Hélder Câmara, que, em 1947, foi nomeado como assistente daquela entidade. Dom Hélder que quando jovem foi um admirador do fascismo, logo renegaria essa ideologia, e, cada vez mais sensibilizado pela problemática social, se tornou um verdadeiro símbolo do clero progressista.
Outra vertente inicial foi a Juventude Feminina Católica, reconhecida em 1932.
A Ação Católica tem os significados de apostolado católico geral e apostolado social. Pio XI vai procurar concretizá-la oficialmente, em 1935, de modo especial na Itália e no Brasil, como uma organização distinta de todas as outras organizações católicas, contando com outras auxiliares, e comportando uma estrutura própria e metodologia correspondente, a qual visava à colaboração ou participação do leigo no apostolado da hierarquia da Igreja. 
Os estatutos apontavam para a existência de diferentes organizações da Juventude Católica (JC):
- Juventude Estudantil Católica (JEC), para a mocidade do curso secundário;
- Juventude Universitária Católica (JUC), só para universitários;
- Juventude Operária Católica (JOC), para a mocidade operária.

Posteriormente, principalmente durante a década de 1960, a JUC e a JOC passariam a funcionar independentemente da Ação Católica Brasileira em determinadas conjunturas.
Antes do reconhecimento oficial, em 1935, pode-se dizer que Ação Católica nasceu e se firmou na Itália, desde a década de 1920, com seus quatro ramos fundamentais, segundo a idade e o sexo, insistindo na necessidade da formação como preparação para a ação, com seus círculos e semanas de estudos. Outra importante vertente, foi a JOC, criada na Bélgica, também da década de 1920, que tinha como objeto o apostolado no meio operário e que tinha como característica, também a formação na ação e pela ação, seguindo o método VER, JULGAR e AGIR, concebido pelo sacerdote belga Joseph Cardijin. 
No Brasil, também antes da instituição oficial do modelo italiano, em 1935, além do Centro Dom Vital, surgiram, em diversas regiões do país, núcleos de leigos cristãos, por exemplo, a Juventude Feminina Católica (JFC), criada sob o estímulo e a animação do Padre João Batista Portocarrero Costa, em Recife. Em São Paulo, além da fundação da JFC, assinalam-se, tanto na Capital, como no interior - São Carlos, Taubaté, Jundiaí, Cruzeiro, Lorena, São José dos Campos, Piquete e Jacareí -, as primeiras experiências da Juventude Operária Católica (JOC e JOCF). Seções jocistas também foram criadas no Rio Grande do Sul, em Santa Maria, Passo Fundo e Bagé. Além de Pernambuco, Rio Grande do Sul e São Paulo, formaram-se grupos da JFC em Minas Gerais e no Ceará. No Rio de Janeiro, lançada pelo Centro Dom Vital, surgiu, em 1930, a Ação Universitária Católica (AUC). 
Oficializada a Ação Católica Brasileira, os núcleos de militantes cristãos foram se desenvolvendo de forma desigual. A Ação Católica por meio específico (operária, estudantil, universitária, agrária e independente), chamada também de Ação Católica Especializada, foi se firmando cada vez mais no setor de jovens. Tanto assim que, em 1948, a Comissão Episcopal de Ação Católica aprovava oficialmente a JOC como ramo fundamental da ACB e como organismo de âmbito nacional, com um assistente eclesiástico e equipe próprios, e com sede no Rio de Janeiro. 

## Influência do Padre Cardjin
Em 1943, começou a se delinear dentro da ACB uma nova maneira de encarar a organização do laicato. Essa nova orientação baseava-se nos princípios já difundidos na Europa do padre Cardjin, para quem era impossível promover uma reforma espiritual profunda dos indivíduos sem uma reforma concomitante do meio em que viviam e trabalhavam. A Ação Católica Brasileira era então dirigida por Alceu Amoroso Lima, com a participação de outros intelectuais católicos, muitos dos quais ligados ao integralismo e à Ação Integralista Brasileira, que fora extinta em 1937 - assim como todos os partidos políticos -, após a instauração do Estado Novo. Opondo-se à nova orientação da ACB, o grupo liderado por Plínio Correia de Oliveira desligou-se em 1943 da organização.
No pós-guerra, com a derrota do fascismo, a liberação da Europa e a crescente influência de pensadores católicos humanistas - como Emmanuel Mounier, Teilhard de Chardin e Jacques Maritain - além das visitas ao Brasil, na década de 1950, do Padre Louis Joseph Lebret (1897-1966), dominicano francês ligado ao movimento Economia e Humanismo, o pensamento social católico brasileiro sofreu grandes transformações.
Em 1947, o padre Hélder Câmara assumiu o cargo de assistente eclesiástico da Ação Católica Brasileira. Em 1950, logo em seguida à IV Semana Nacional de Ação Católica, celebrada em julho daquele ano, a Comissão Episcopal de Ação Católica, estabelecia novos estatutos para a ACB, dispondo da seguinte maneira o quadro geral: Juventude Masculina Católica, constituindo-se nos movimentos JAC (Juventude Agrária Católica), JEC, JIC (Juventude Independente Católica), JOC, JUC; Juventude Feminina Católica, formando a JACF, JECF, JICF, JOCF, JUCF; Homens de Ação Católica, formado pelas quatro ligas masculinas LAC, LIC, LOC, LUC; Senhoras de Ação Católica, formada pela LACF, LICF, LOCF, LUCF. Aos poucos, movimentos masculinos e femininos fundem-se numa só prática: JUC, JAC, JEC, JIC e JOC para moços e moças.
Em 1952, um fato novo veio influir na atuação da ACB. Foi criada a Conferência Nacional dos Bispos do Brasil (CNBB), da qual Dom Hélder era o secretário-geral. De certo modo, portanto, a CNBB brotou da ACB, e vários integrantes da CNBB haviam trabalhado na ACB como assistentes, e ainda permaneciam em contato com a entidade. Essa ligação estreita com a CNBB alterou a relação da ACB com a hierarquia católica, deixando de depender das diretrizes ditadas individualmente por cada bispo para tratar com um órgão de representação nacional, aumentando assim sua autonomia de ação.
No início dos anos 1960, já sob o pontificado de João XXIII, o Concílio Vaticano II, suscitou uma cisão ideológica da Igreja do Brasil, em uma corrente mais à esquerda, liderada por Dom Hélder Câmara, e outra à direita, ligada a Dom Jaime de Barros Câmara e Dom Vicente Scherer.
A Ação Católica contava então com cinco organizações destinadas aos mais jovens: a Juventude Agrária Católica (JAC), formada por jovens do campo, a Juventude Estudantil Católica (JEC), formada por jovens estudantes do ensino médio (secundaristas), a Juventude Operária Católica (JOC), que atuava no meio operário, a Juventude Universitária Católica (JUC), constituída por estudantes de nível superior e a Juventude Independente Católica (JIC), formada por jovens que não fossem abrangidos pelas organizações anteriores. As mais conhecidas são a JEC, JOC e JUC. O crescente envolvimento do movimento estudantil na discussão dos problemas nacionais e das chamadas reformas de base, tais como a reforma agrária, acabou por engendrar a criação de uma organização política desvinculada da Igreja - a Ação Popular, constituída por antigos membros da JUC. Em 30 de abril de 1963, a CNBB pedira reformas urgentes na sociedade, inserindo-se na discussão sobre as reformas de base, lançadas pelo governo.
A Igreja Católica chegou dividida ao golpe de 1964. De um lado, os movimentos leigos da Ação Católica, comprometidos com  vários movimentos de transformação social - Movimento de Educação de Base (MEB), Movimento Popular de Cultura (MPC) do Recife, Campanha de Educação Popular (CEPLAR) da Paraíba, etc. - destacando-se a experiência alfabetizadora de Paulo Freire, também com forte presença de cristãos.
De outro lado, as Marchas da Família com Deus pela Liberdade. Em São Paulo, no dia 19 de março de 1964, quinhentas mil pessoas, incluindo grande número de cristãos e cristãs (as "marchadeiras"). Na ocasião, o Padre Calazans, senador por São Paulo, discursou : "Hoje é o dia de São José, padroeiro da família ... Fidel Castro é o padroeiro de Brizola". Meses antes, o deputado-padre Pedro Maciel Vidigal, endereçando-se aos proprietários de terras  de Minas Gerais, recomendava substituir o "amai-vos uns aos outros", por "armai-vos uns aos outros". Em 2 de abril, no Rio de Janeiro, realizou-se a Marcha da Vitória, comemorativa do golpe, com o apoio do Cardeal Jaime de Barros Câmara.
Dos movimentos de jovens, pouco depois de 1966, a JUC e a JEC se desligam da hierarquia e, num clima de repressão política, acabam desaparecendo. A JAC também desapareceu. A JOC, com o aumento da repressão, teve toda a cúpula nacional presa e torturada e quase desapareceu; resistiu, mas entrou, praticamente, na clandestinidade, da qual tornou a emergir posteriormente. 
Posteriormente, em 1971, no auge da ditadura militar, a Ação Popular (AP) adere à luta armada, passando a se chamar Ação Popular Marxista-Leninista do Brasil.
Os movimentos de adultos deixaram inúmeros herdeiros. A LICF influenciou a Renovação Cristã. Na década de 1960, começou a surgir, tanto no Nordeste como no Centro Sul, a Ação Católica Operária - ACO, que conseguiu resistir à perseguição política.
Os documentos que formam o Fundo Ação Católica Brasileira foram acumulados como decorrência da atuação da ACB e constituem parte significativa de seu arquivo. Foram conservados, após o fim do movimento, por militantes, assistentes e entidades  ligadas à Igreja. Os originais pertencem, em parte, ao CEDIC da PUC-SP e, em parte, ao Instituto Nacional de Pastoral - INP da Conferência Nacional dos Bispos do Brasil (CNBB).